# رکس هریسون
سر رجینالد کری «رکس» هاریسون (به انگلیسی: Sir Reginald Carey "Rex" Harrison) (زاده ۵ مارس ۱۹۰۸ – درگذشته ۲ ژوئن ۱۹۹۰) بازیگر اهل انگلستان بود.

## زندگی
هاریسون در هیتون، لانکاشایر انگلستان زاده شده و در دانشکده لیورپول آموزش دیده بود. وی در کودکی بر اثر بیماری سرخک بیشتر دید چشم چپ خود را از دست داد. نخستین بار وی در ۱۹۲۴ در لیورپول روی صحنه رفت.
پس از بازنشستگی از سینما در دهه ۱۹۷۰، هاریسون تا زمان مرگش درتئاتر برادوی بازیگری می‌کرد.
هاریسون در فیلم‌های بسیار خوب هالیوود بازی کرده‌است مانند:
فیلم کلوپاترا: در این فیلم با بازیگرانی مانند الیزابت تیلور، ریچارد بورتون هم بازی بوده‌است.

## زندگی شخصی
هاریسون شش بار ازدواج کرد، تاریخچه ازدواج‌های او:
کلوت تامس (۱۹۴۲–۱۹۳۴) طلاق گرفته، یک پسر، نوبل هاریسون، خواننده و بازیگر است.
لی لی پالمر (۱۹۵۷–۱۹۴۳) طلاق گرفته، یک پسر، کری هاریسون، نویسنده و نمایشنامه نویس است.
کی کندل (۱۹۵۹–۱۹۵۷) علت جدایی مرگ کی بوده‌است.
راشل روبرت (۱۹۷۱–۱۹۶۲) طلاق گرفته‌است.
الیزابت هاریس (۱۹۷۱–۱۹۷۵) طلاق گرفته، سه پسر از شوهر سابق خویش داشته‌است.
میکا تینکر (۱۹۹۰–۱۹۷۸) مرگ هاریسون رخ داده‌است.

## افتخارات
هاریسون یک جایزه اسکار و دو جایزه تونی را برده‌است.

## بخشی از فیلم‌شناسی
- بازی بزرگ (۱۹۳۰)
- دژ (۱۹۳۸)
- من در میدان گراسونور زندگی می‌کنم (۱۹۴۵)
- پیشرفت (۱۹۴۵)
- آنا و سلطان سیام (۱۹۴۶)
- روح و خانم میور (۱۹۴۷)
- تازه‌کار بی‌رغبت (۱۹۵۸)
- توری نیمه شب (۱۹۶۰)
- کلئوپاترا (۱۹۶۳)
- بانوی زیبای من (۱۹۶۴)
- رولز-رویس زرد (۱۹۶۴)
- رنج و سرمستی (۱۹۶۵)
- دکتر دولیتل (۱۹۶۷)
- پلکان (۱۹۶۹)
- شاهزاده و گدا (۱۹۷۷)
- شالیمار (۱۹۷۸)
- آشانتی (۱۹۷۹)
- تفنگ‌دار پنجم (۱۹۷۹)
- ظرف عسل (۱۹۶۷)